# Дивні дива
«Ди́вні дива́» (англ. Stranger Things) — американський науково-фантастичний серіал, створений братами Даффер для сервісу VOD Netflix. Перший сезон був опублікований 15 липня 2016 року на офіційному сайті телеканалу. У вересні 2019 року серіал було продовжено на четвертий сезон. Він був розділений на дві частини, які вийшли 27 травня та 1 липня 2022 року відповідно. У лютому 2022 року серіал було продовжено на п'ятий і останній сезон. Перша робоча назва серіалу «Монток».
Сюжет починається в 1983 році в штаті Індіана, де таємничим чином зникає хлопчик. Його мати, друзі й шеф місцевої поліції починають пошуки зниклого, розкриваючи існування поруч паралельного світу, що загрожує їхньому містечку.
Серіал отримав високі оцінки телекритиків, які відзначили атмосферність, акторську гру і відсилання до жанрових фільмів 1980-х років.

## Синопсис

### Перший сезон

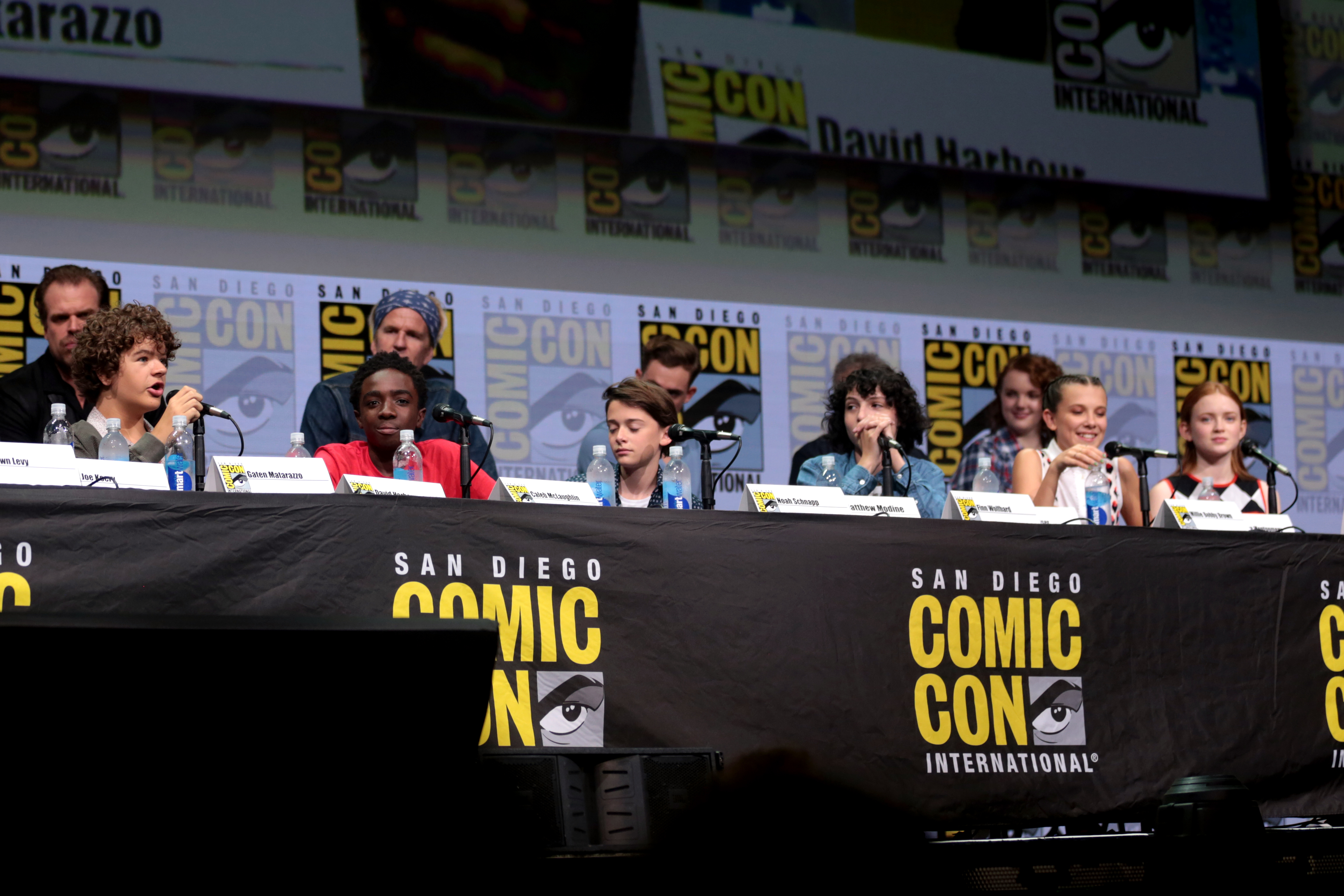
Акторський склад першого та другого сезону на Comic-Con International в Сан-Дієго 2017на Comic-Con International в Сан-Дієго 2017

6 листопада 1983 року в містечку Гокінс, у штаті Індіана, таємничим чином зникає 12-річний Вілл Баєрс. Його друзі, Майк Віллер, Дастін Гендерсон і Лукас Сінклер, вирушають на пошуки до лісу, та натомість знаходять дивакувату дівчинку. Вона називає себе Одинадцята, тож їй дають нове ім'я Од (в оригіналі – Ел, від «Елевен»). Мати зниклого хлопчика, Джойс, не знаходить собі місця, намагаючись знайти сина. За допомогою вона звертається до начальника поліції Джима Гоппера, який починає розслідувати зникнення.
В Од виявляється здатність рухати предмети силою думки. Також вона відчуває, що Вілл перебуває в якомусь темному похмурому місці. Джим припускає, що Вілл міг потрапити на відео з камер спостереження секретної лабораторії біля лісу. Поговоривши з її персоналом, Джим розуміє, що до зникнення причетна урядова організація, котра займається там дослідженнями. До того ж, її раніше вже звинувачували у викраденні дітей. Од розповідає новим друзям, що керівник тієї організації та її названий батько, Мартін Бреннер, ставив над нею жорстокі експерименти аби розвинути паранормальні сили. Тим часом в околицях з'являється хижа істота, котру діти називають демогоргоном.
Брат Вілла, Джонатан, самотужки розшукує зниклого. До нього приєднується сестра Майка, Ненсі, коли так само таємниче зникає її подруга Барбара (її убив демоґорґон). Вони виявляють у лісі наріст плоті. Пролізши крізь нього, Ненсі опиняється в паралельному світі – Вивороті, де її ледве не вбиває демоґорґон. Джойс помічає, що лампи в її будинку блимають і вважає, що це Вілл намагається з нею зв'язатись. В озері знаходять труп хлопчика, проте Джойс не вірить, що це її син. Джим пробирається до моргу, де розкриває, що труп — це муляж.
Бреннер розшукує Одинадцяту та виходить на слід дітей, які виявили її раніше. Джойс із Джимом дізнаються про його експерименти, та вриваються на базу, де виявляють органічну браму у Виворіт. Але їх схоплюють і повертають по домівках. З Гоппером укладають угоду — йому розкривають правду про експерименти в обмін на допомогу в упійманні Одинадцятої. Аби відчути точне розташування Вілла, Од радить створити ванну сенсорної депривації, схожу на ту, в яку її занурював Бреннер. Потім її забирають люди Бреннера, проте Од вдається звільнитись за допомогою друзів і воз'єднатися з Джимом і Джойс. Утрьох вони проходять у Виворіт, де знаходять Вілла, обплутаного корінням, та отямлюють його. Демогоргон переслідує дітей, тоді Од використовує всю свою силу аби знищити чудовисько, але її затягує у Виворіт.
Згодом Вілл видужує після часу, проведеного в паралельному світі, та повертається в компанію друзів. Вони сумують за Од, та Джим переконаний, що дівчинка поряд, тому лишає для неї в лісі ласощі.

### Другий сезон

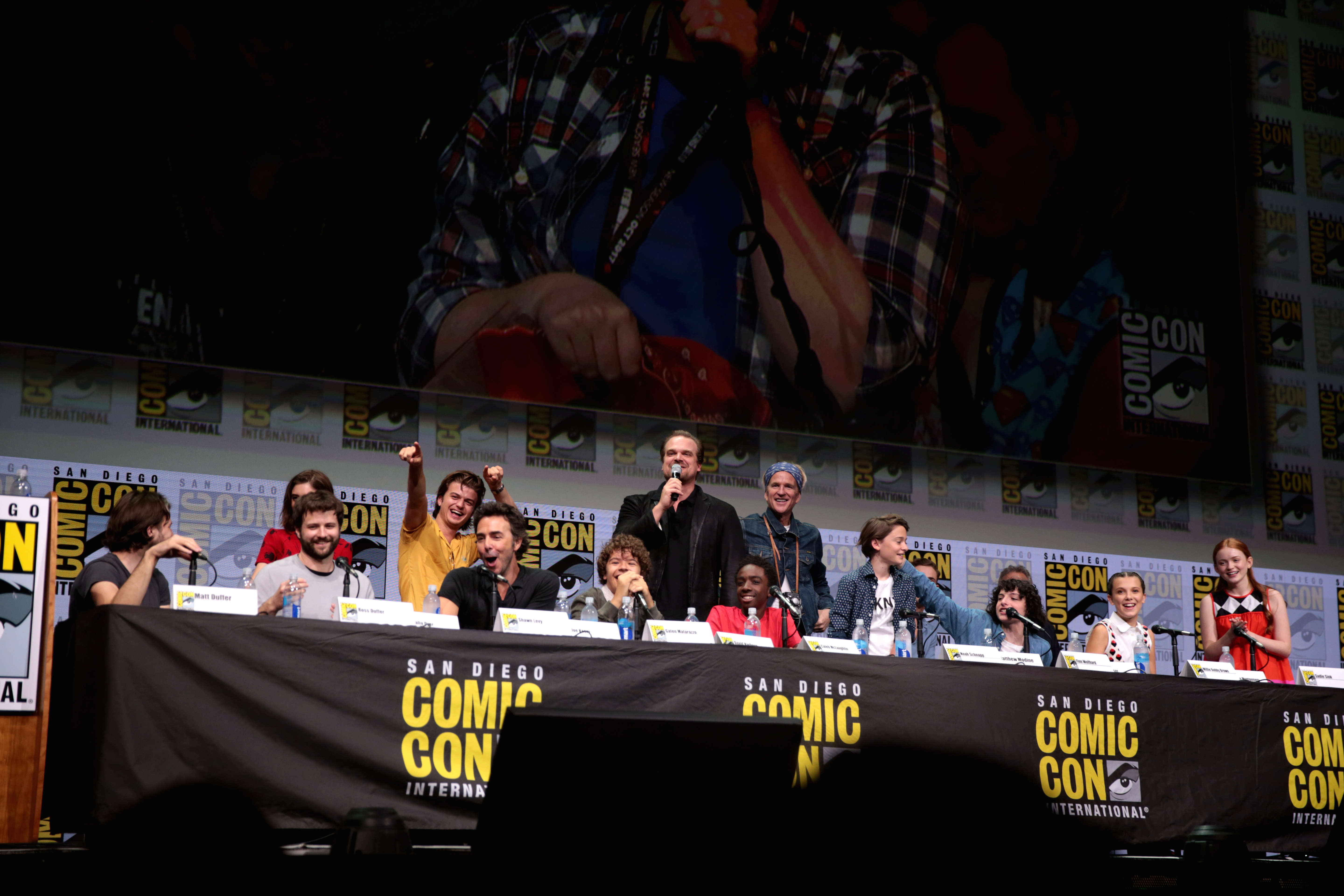
Брати Даффер та акторський склад другого сезону на Comic-Con International в Сан-Дієго 2017

Минув рік, Вілла мучать видіння паралельного світу, та лікарі запевняють, що це наслідки психічної травми, отриманої від перебування в лісі. З нього кепкують школярі, називаючи «зомбі-малий». Одного разу Вілл вибльовує істоту, схожу на слимака. Після цього його видіння стають все яснішими й в них з'являється якась велетенська багатонога тінь. Тим часом до школи прибуває нова учениця Максін, яка дізнається про Од. Сама Од живе в хатині Джима в лісі, але той забороняє їй виходити, боячись, що її знову спіймають. В околицях поширюється таємнича хвороба рослин, від якої гниють плоди. На Гелловін з Вілла глузують хулігани, це потай знімає на відео Боб Ньюбі, що залицяється до Джойс. На відео в небі виявляється тінь, схожа на ту, що бачить у видіннях Вілл. Невдовзі поведінка хлопчика змінюється, його дратує тепло і світло. Він малює дещо, схоже на карту тунелів, котрі як коріння поширюються в околицях. Батьки Барбари продовжують розшукувати дочку, для чого звертаються до приватного детектива Мюррея Баумана.
Дастін знаходить дивну істоту, схожу на пуголовка, та забирає її додому, вважаючи, що відкрив новий вид. Істота швидко росте, Дастін називає її Дартан'яном і врешті вирішує показати її друзям. Максін намагається подружитися з ним та іншими, проте не вірить в історію про Одинадцяту й демоґорґона. Прагнучи довідатись що від неї приховують, Максін випадково спричиняє втечу істоти. Дастін повертає її, але вже нікому не показує. Згодом створіння виростає ще більше та з'їдає Дастінового кота. Тоді хлопець розуміє, що Дартан'ян — це дитинча демоґорґона. Він кличе Стіва допомогти убити чудовисько, але воно тим часом тікає.
Вілл розповідає друзям про свої видіння і що якась сила хоче поширитися звідси на наш світ. Її називають Мозкожер, як істоту з Dungeons and Dragons. Джим вирушає розслідувати таємничу хворобу та виявляє мережу підземних тунелів, заповнених щупальцями й корінням. Вони схоплюють Джима, що Вілл відчуває і завдяки цьому його вдається врятувати. Доктор Сем Оуенс довідується про тунелі та зв'язується з Джимом і Джойс. Він розповідає про експерименти з брамою у Вивороті, звідки й проникло тамтешнє життя. Оуенс посилає групу ліквідаторів спалити тунелі, але вогонь завдає болю Віллові. Хлопчик виявляється пов'язаний з Мозкожером, котрий заразив його вірусом.
Тим часом Од телепатично знаходить свою матір і наважується втекти, щоб розшукати її. Мати виявляється божевільною, що повторює набір фраз. З них Од розуміє, що її викрали в дитинстві, як і багатьох інших дітей. Згадавши дівчинку Калі зі спогадів матері, вона виявляє групу бездомних, які так само зуміли втекти. В їх компанії Од розвиває свої сили й врешті вирішує помститися Реєві Керролу, що стояв за викраденнями. Група вривається до його будинку аби вбити, проте Од, побачивши, що той має двох дочок, не дає цього зробити. Вілл вказує на місце, де міститься центр Мозкожера, але згодом зізнається, що Мозкожер змусив його збрехати.
Дастін, Лукас, Стів та Максін вирушають вбити демоґорґона, але бачать, що цих істот насправді багато. Демоґорґони оточують їх, проте тікають у тунелі, коли туди прибувають ліквідатори за вказівкою Вілла. Вони убивають всіх на шляху та вриваються до лабораторії, де перебуває Вілл. Од, відчувши це, поспішає на допомогу. Вона закриває браму до Вивороту, знищивши разом і прибулих демоґорґонів.
Бауман вважає, що правда про загибель Барбари надто неймовірна, тому подає її як убивство за те, що Барбара виявила витік хімікатів. Через місяць Джим удочеряє Од, повернувши їй ім'я, дане при народженні — Джейн. Друзі зустрічаються на шкільній вечірці, де Майк із Джейн цілуються.

### Третій сезон
Минув ще один рік, влітку в Гокінсі відкривається торговий центр «Старкорт». Дастін повертається з літнього табору та розповідає друзям, що в нього з'явилась дівчина Сьюзі. Проте йому не вірять і Дастін намагається довести реальність дівчини, поговоривши з нею по рації, під'єднаній до власноруч збудованої антени. Натомість він ловить радіопередачу російською мовою та береться розшукати перекладача. Друзі приєднуються до його затії і на допомогу приходить дівчина Робін Баклі, що працює у «Старкорті». Вона здогадується, що передача надходила з околиць Гокінса, а загадкові слова в ній вказують на певне місце й час.
Водночас Ненсі працює журналісткою в місцевій газеті, а Джонатан став там фотографом. Вона дізнається від місцевої жительки про дивну поведінку щурів і намагається розслідувати цю справу. Однак, колеги тільки глузують з Ненсі. Вілл відчуває, що Мозкожер не знищений, але не може пояснити як це можливо. Коли в місті несподівано вимикається електрика, Джойс виявляє, що всі магніти в Гокінсі розмагнітились. Отже, десь в околицях діє потужний електромагніт, який вона з Джимом береться розшукати. Джим помічає, що Джейн зустрічається з Майком та намагається віднадити хлопця від дочки. Через це Майк та Джейн сваряться.
Брат Максін, Біллі, стикається на нічній дорозі з невідомою силою, що задурманює його та змушує вбити свою подругу. З часом таких задурманених стає більше, в несвідомому стані вони убивають інших людей, згодовуючи їх втіленню Мозкожера в подобі павукоподібної маси плоті. Ненсі з Джонатаном потай тікають з роботи розслідувати поведінку щурів і виявляють місцеву жительку в її будинку задурманеною — вона поїдає добрива. Їхній начальник Голловей виганяє обох. Тоді Ненсі розповідає про дивні випадки Дастіну та його друзям. Ті виявлять, що в Гокінсі є підземна база росіян.
Джойс і Джим знаходять російських агентів і затримують одного з них, Алексея. Той за допомогою Мюррея Баумана розповідає, що в Радянському Союзі також намагалися відкрити прохід у Виворіт з метою видобутку енергії. Проте всі спроби закінчувалися невдачею, тоді як у Гокінсі розрив між світами ще не затягнувся і його пробити легше.
Біллі шукає нових жертв і його поведінку помічають Ненсі з її друзями. Вони намагаються ізолювати Біллі, але той проявляє надлюдську силу і тільки завдяки Джейн його вдається тимчасово спинити. Тоді Джейн стає метою Мозкожера, він створює істоту з плоті людей, котра переслідує дітей. Дастін з Робін, її колегою Стівом і сестрою Лукаса, Ерікою, проникають на базу росіян, де виявляють пристрій, який розкриває прохід у паралельний світ. Радянські солдати затримують їх, але Дастіну й Еріці вдається сховатися, а згодом визволити Робін і Стіва, після чого разом утекти.
Втілення Мозкожера завершується і він нападає на Джейн з її друзями. Втім, їм вдається змусити істоту відступити. Згодом Джейн виявляє, що весь час була заражена часткою Мозкожера. Вона вириває її із власного тіла, але слідом втрачає свої здібності. Біллі та істота з тіл об'єднуються аби завершити почате, однак Біллі в останню мить оговтується та ціною життя рятує Джейн і затримує істоту. Дастін розповідає Джиму про базу і той планує облаву. Разом з Джойс, Джим проникає до розриву між вимірами та знищує установку, але гине при її руйнації. Втративши зв'язок з Мозкожером, істота з тіл розпадається.
Згодом Джейн читає листа від Джима, з якого розуміє його батьківські почуття. Вона переїжджає з Джойс до іншого міста. Тим часом, десь у російській в'язниці, якогось чоловіка кидають на поживу демоґорґону.

### Четвертий сезон
У березні 1986 року, через вісім місяців після фіналу третього сезону, Дастін із друзями приєднуються до «клубу Пекельного полум'я» гри Dungeons & Dragons. Клубом керує ексцентричний Едді Мансон, який глузує з паніки, що розгорнулася навколо гри. Крім того, Едді продає наркотики й однією з його клієнток стає дівчина Кріссі. Едді стає свідком того, як таємнича сила підіймає Кріссі в повітря та вбиває, переламавши кістки. Підозри у вбивстві падають на нього, Едді змушений переховуватися. Його розшукують члени баскетбольної команди, очолюваної Джейсоном — хлопцем Кріссі, щоб вчинити самосуд.
Дастін і його друзі намагаються довести невинність Едді та дізнаються, що подібні вбивства вже ставалися в 1950-ті роки. Їх вчинив Віктор Кріл, що вбив свою дружину й дітей, і відтоді запроторений до психлікарні. Ненсі та Робін, вдаючи з себе аспіранток, домагаються зустрічі з Крілом. Той розповідає, що вбивства насправді скоїв демон і все місто прокляте ним. Тим часом Максін починає бачити видіння та підозрює, що стане наступною жертвою. Дастін дає демону ім'я Векна, на честь чаклуна з Dungeons & Dragons. Векна ледве не вбиває Максін, але друзі завдяки пораді Ненсі рятують її, ввімкнувши улюблену пісню «Running Up That Hill». Потім Максін малює те, що бачила під час нападу Векни, і друзі розуміють – Мозкожер все ще живий і Векна — це його генерал. Друзі роблять висновок, що на місці кожного вбивства виникає прихований портал у Виворіт. Вони знаходять один портал на місці смерті Кріссі та інший в озері, де нещодавно загинув товариш Джейсона, Патрік. Стів, Ненсі, Робін та Едді потрапляють крізь цей портал у Виворіт, але не можуть вибратися. Проте їм вдається послати сигнал Дастіну і він відкриває їм портал у фургоні Едді.
Разом з тим Джейн страждає від цькувань однокласниць. Оскільки вона більше не має паранормальних сил, то врешті б'є одну з хуліганок. Майк відвідує її та просить повірити, що він любить її. Джейн цікавляться спецслужби, очолювані підполковником Салліваном, який вважає, що дивні смерті в Гокінсі вчиняє вона. Оуенс забирає Джейн до таємної бази в штаті Невада, де пропонує повернути здібності, але для цього дівчині доведеться пригадати своє справжнє минуле. Джейн поступово пригадує як розвивала свої здібності і як їй допомагав Перший — молодий чоловік, чиї здібності було пригнічено імплантатом. Коли Джейн вирішила втекти з ним і видалила імплантат, Перший убив персонал лабораторії та всіх піддослідних, за винятком Джейн, яка зуміла викинути його у Виворіт. Як виявилося, Перший — це син Віктора Крілла, Генрі, що вбив матір і сестру, а потім ним зацікавилася влада й забрала для дослідів з метою вбивати ворогів на відстані. Зверхній Генрі вірив, що повинен знищити всіх слабких, і він зміг вижити у Вивороті, ставши Векною.
Джойс водночас отримує листа з Росії про те, що Гоппер живий і його можна таємно доправити в США за велику суму грошей. Джойс звертається до Мюррея, щоб організувати передачу. Вони зв'язуються з контрабандистом Юрієм, але той обманює їх, щоб передати радянським спецслужбам, як шпигунів. Гоппер же за сприяння продажного охоронця Антонова тікає з табору ГУЛАГу на Камчатці. Та невдовзі його знову схоплюють і кидають до в'язниці разом з Антоновим, щоб кинути на поживу демоґорґону. Гоппер вчить в'язнів як здолати потвору. Джойс і Мюррей примушують Юрія стати на їхній бік, пробираються до в'язниці та влаштовують там бійку, завдяки чому Гоппер з Антоновим рятуються. Юрій думає зрадити їх, але вислухавши Антонова про загрозу всьому світу, наважується допомогти повернутися в США за допомогою вертольота. Довідавшись про місію дітей у Гокінсі, Гоппер вирішує спершу повернутися до в'язниці, щоби вбити демоґорґонів, адже всі істоти паралельного світу пов'язані колективним розумом, і це його ослабить. Гопперу вдається вбити істот за допомогою Джойс і Антонова, після чого команду забирає Юрій.
Частина друзів, які лишилися в Гокінсі, вирішують проникнути у Виворіт аби вбити Векну, поки той буде в ментальному поєдинку з Одинадцятою. Цей задум псує одержимий бажанням помсти Джейсон, Векна отримує нагоду здолати Одинадцяту та решту друзів. Лиходій убиває Максін, що відкриває у Гокінсі розрив між реальним світом і Виворотом, Джейсон при цьому гине. Проте освідчення Майка в коханні до Одинадцятої дають дівчині сили затримати Векну, поки його не знищать, і повернути Максін до життя. Розрив закривається, але Максін лишається скаліченою, а Едді гине від ран.
Події в Гокінсі влада пояснює землетрусом, друзі возз'єднується, та Максін лишається в лікарні непритомною, переживши клінічну смерть. Гоппер і Джойс повертаються в рідну домівку до Джейн. На околиці міста утворюється мертвий пустир, а в небі з'являються червоні блискавки, які свідчать, що Векна ще живий.

### П'ятий сезон
П'ятий сезон «Дивних див» стане для серіалу завершальним, найімовірніше вийде в 2025 році. Таке припущення висловив в інтерв'ю GQ актор Девід Гарбор, виконавець ролі Джима Гоппера — одного з ключових персонажів протягом усіх сезонів.

### Спін-офф
Новий серіал базуватиметься на оригінальній ідеї братів Метта та Росса Дафферів, йдеться у заяві Netflix. Поки що не надається подробиць про історію та персонажів. Та Брати Даффери у подкасті Happy Sad Confused 5 липня заявляли, що не будуть шоуранерами нового проєкту: ним займатиметься ціла команда нових авторів. Також автори ідеї серіалу підкреслили: шоу вийде не схожим на оригінал і не буде присвячене героям з «Дивних див».

## У ролях

### Перший сезон
- Вайнона Райдер — Джойс Баєрс
- Девід Гарбор — Джим Гоппер
- Фінн Вулфгард — Майк Вілер
- Міллі Боббі Браун — Одинадцять / Од / Джейн
- Гейтен Матараццо — Дастін Гендерсон
- Калеб Маклафлін — Лукас Сінклер
- Джо Кірі — Стів Гаррінґтон
- Наталія Даєр — Ненсі Вілер
- Чарлі Гітон — Джонатан Баєрс
- Кара Буоно — Карен Вілер
- Ноа Шнапп — Вілл Баєрс
- Меттью Модайн — Мартін Бреннер

### Другий сезон
- Вайнона Райдер – Джойс Баєрс
- Девід Гарбор – Джим Гоппер
- Фінн Вулфхард – Майк Вілер
- Міллі Боббі Браун – Одинадцять/Од/Джейн
- Гейтен Матараццо – Дастін Хендерсон
- Калеб Маклафлін – Лукас Сінклер
- Ноа Шнапп – Вілл Баєрс
- Седі Сінк – Макс Мейфілд
- Наталія Даєр – Ненсі Вілер
- Чарлі Гітон – Джонатан Баєрс
- Джо Кірі – Стів Гаррінґтон
- Кара Буоно – Карен Вілер
- Шон Астін – Боба Ньюбі
- Пол Райзер – доктора Сема Овенса
- Седі Сінк — Максін «Макс» Мейфілд
- Дейкр Монтгомері — Біллі Гарґроув
- Бретт Гельман — Мюррей Бауман

### Третій сезон
- Вайнона Райдер – Джойс Баєрс
- Девід Гарбор – Джим Гоппер
- Фінн Вулфгард – Майк Вілер
- Міллі Боббі Браун – Одинадцять/Од
- Гейтен Матараццо – Дастін Хендерсон
- Калеб Маклафлін – Лукас Сінклер
- Ноа Шнапп – Вілл Баєрс
- Седі Сінк – Макс Мейфілд
- Наталія Даєр – Ненсі Вілер
- Чарлі Гітон – Джонатан Баєрс
- Джо Кірі – Стів Гаррінґтон
- Дейкр Монтгомері – Біллі Харгров
- Майя Гоук – Робін Баклі
- Кара Буоно – Карен Вілер
- Алек Утгофф — Олексій Смірнов
- Мая Гоук  — Робін Баклі
- Прія Ферґюсон  — Еріка Сінклер

### Четвертий сезон
- Вайнона Райдер – Джойс Баєрс
- Девід Гарбор – Джим Гоппер
- Міллі Боббі Браун – Одинадцять (Од)
- Фінн Вулфгард – Майк Вілер
- Гейтен Матараццо – Дастін Хендерсон
- Калеб Маклафлін – Лукас Сінклер
- Ноа Шнапп – Вілл Баєрс
- Седі Сінк – Макс Мейфілд
- Наталія Даєр – Ненсі Вілер
- Чарлі Гітон – Джонатан Баєрс
- Джо Кірі – Стів Гаррінґтон
- Мая Гоук – Робін Баклі
- Бретт Гельман – Мюррей Бауман
- Прія Ферґюсон – Еріка Сінклер
- Меттью Модін – доктор Мартін Бреннер
- Пол Райзер – доктор Сем Оуенс
- Джеймі Кемпбелл Бовер — Пітер Баллард / Генрі Кріл / Векна / Номер Один
- Джозеф Квінн  — Едді Мансон
- Едуардо Франко  — Арґайл
- Емібет Мак-Налті  — Вікі

### П'ятий сезон
- Вайнона Райдер – Джойс Баєрс
- Девід Гарбор – Джим Гоппер
- Міллі Боббі Браун – Одинадцять (Од)
- Фінн Вулфгард – Майк Вілер
- Гейтен Матараццо – Дастін Хендерсон
- Калеб Маклафлін – Лукас Сінклер
- Ноа Шнапп – Вілл Баєрс
- Седі Сінк – Макс Мейфілд
- Наталія Даєр – Ненсі Вілер
- Чарлі Гітон – Джонатан Баєрс
- Джо Кірі – Стів Гаррінґтон
- Мая Гоук – Робін Баклі
- Бретт Гельман – Мюррей Бауман
- Прія Ферґюсон – Еріка Сінклер
- Пол Райзер – доктор Сем Оуенс

## Український дубляж
| Персонаж                                                       | Актор дубляжу                                                                 |
| -------------------------------------------------------------- | ----------------------------------------------------------------------------- |
| Одинадцята / Од /Джейн                                         | Вероніка Лук'яненко (1-3 сезони), Дарина Муращенко (4 сезон)                  |
| Майк Вілер                                                     | Дем'ян Шиян (1-2 сезони), Арсен Шавлюк (3-4 сезони)                           |
| Вілл Баєрс                                                     | Дмитро Зленко (1-2 сезони), Андрій Терещук (3-4 сезони)                       |
| Максін Мейфілд «Шалена Макс»                                   | Єлизавета Мастаєва                                                            |
| Дастін Хендерсон                                               | Дем'ян Білявський                                                             |
| Лукас Сінклер                                                  | Євгеній Лебедин (1-2 сезони), Олесь Артюх (3 сезон), Тимур Улещенко (4 сезон) |
| Джойс Баєрс                                                    | Олена Бліннікова                                                              |
| Джим Гоппер                                                    | Юрій Ребрик (1-3 сезони), Михайло Кришталь (4 сезон)                          |
| Стів Гаррінґтон                                                | Кирило Татарченко                                                             |
| Ненсі Вілер                                                    | Анастасія Павленко                                                            |
| Джонатан Баєрс                                                 | Андрій Фединчик (1-3 сезони), Вячеслав Хостікоєв (4 сезон)                    |
| Біллі Гарґроув, Пітер Баллард / Генрі Кріл / Векна/ Номер Один | Андрій Соболєв                                                                |
| Карен Вілер, Калі «Восьма» Прасад                              | Катерина Буцька                                                               |
| Тед Вілер, Боб Ньюбі, Томмі Хаган                              | Павло Скороходько                                                             |
| Еріка Сінклер                                                  | Софія Желізняк                                                                |
| Робін Баклі                                                    | Оксана Гринько                                                                |
| Мюррей Бауман                                                  | Андрій Альохін                                                                |
| Едді Мансон                                                    | Вячеслав Скорик                                                               |
| Аргайл                                                         | Олег Грищенко                                                                 |
| Джейсон Карвер                                                 | Максим Самчик                                                                 |
| Доктор Мартін Бреннер                                          | Юрій Гребельник                                                               |

В дубляжі також брали участь:
Валентина Сова, Євген Пашин, Вікторія Левченко, Вячеслав Скорик, Яна Кривов'яз, Євгеній Лісничий, Катерина Петрашова, Наталія Задніпровська, Дмитро Терещук, Володимир Терещук, Руслан Драпалюк. 
- Олександр Шевчук — Аксель
- Сергій Ладєсов — містер Кларк
- Іван Кордієнко — Дотті
- Анна Артем'єва — Керол (сезон 2), Кріссі
- Людмила Чиншева — Керол (сезон 3)
- Тетяна Руда — Мік

Серіал дубльовано студією «Так Треба Продакшн» на замовлення компанії «Netflix» у 2021—2022 роках.
- Режисерка дубляжу — Галина Желізняк (сезон 2-4)
- Перекладач — Максим Дацюк (сезон 2), Тетяна Горстка (сезон 3-4)
- Спеціаліст зі зведення звуку — Сергій Ваніфатьєв (сезон 2-4)
- Менеджерка проєкту — Ольга Чернявська (сезон 2-4)

## Список сезонів
| Сезон | Епізоди | Епізоди | Оригінальний випуск | Оригінальний випуск |
| ----- | ------- | ------- | ------------------- | ------------------- |
| 1     | 8       | 8       | 15 липня 2016       | 15 липня 2016       |
| 2     | 9       | 9       | 27 жовтня 2017      | 27 жовтня 2017      |
| 3     | 8       | 8       | 4 липня 2019        | 4 липня 2019        |
| 4     | 9       | 7       | 27 травня 2022      | 27 травня 2022      |
| 4     | 9       | 2       | 1 липня 2022        | 1 липня 2022        |
| 5     | 8       | 4       | 27 листопада 2025   | 27 листопада 2025   |
| 5     | 8       | 3       | 26 грудня 2025      | 26 грудня 2025      |
| 5     | 8       | 1       | 1 січня 2026        | 1 січня 2026        |

## Історія створення

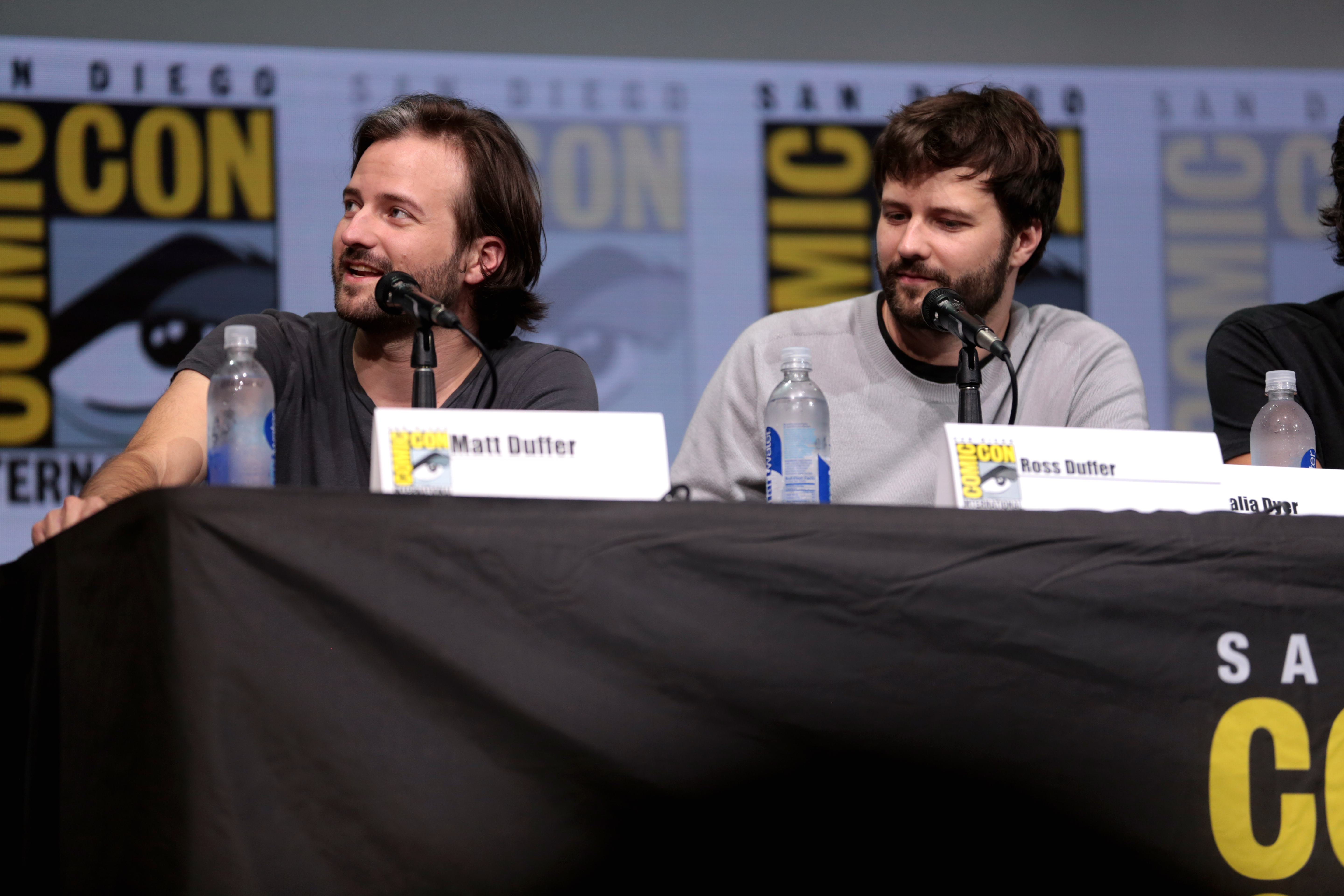
Метт і Росс Даффери на Comic-Con International в Сан-Дієго 2017

### Шоуранери
Творцями серіалу стали брати-близнюки Метт і Росс Даффери. Проєкт був задуманий за три роки до реалізації, але тоді братам не вистачало досвіду роботи на телебаченні. У 2015 році вони написали й спланували повнометражний фільм «Зачаївшись». Їх дебютом на телебаченні була робота в команді сценаристів серіалу «Вейворд Пайнс». «Дивні Дива» став повністю авторським проєктом братів Даффер, в якому вони виступили як виконавчі продюсери, сценаристи і режисери.

## Саундтрек
Саундтрек до серіалу був написаний американськими композиторами Кайлом Діксоном та Майклом Стайном, учасниками колективу S U R V I V E. Завдяки використанню вінтажних синтезаторів вдалось створити супровід у дусі 80-х та в стилістиці таких гуру як Жан-Мішель Жарр, Вангеліс, Tangerine Dream та Джон Карпентер.

## Критика і відгуки
Серіал «Дивні Дива» незабаром після виходу заслужив високі оцінки телекритиків. На вебагрегаторі Rotten Tomatoes серіал має рейтинг 91 % від критиків і стільки ж від пересічних глядачів. Рецензенти зійшлися на думці про перший сезон, що «захопливий, несамовитий, місцями серіал що лякає „Дивні дива“ діє, немов суміш, що викликає звикання, з фільмів Спілберґа і телехітів 1980-х років». Перший сезон лишився найвище оціненим: 97 % позитивних рецензій проти 94 % у другого, 89 % у третього та ще 90 % у четвертого. На сайті Metacritic фільму обраховано рейтинг критиків у 74 зі 100.
Лорен Сарнер у «New York Post» зазначила: «Дивні дива» стали хітом із самого початку не лише тому, що вони віддають шану вподобаній глядачами попкультурі 1980-х, а й тому, що підкріпили свої дивацькі пригоди та гострі відчуття у жанрі екшн-жахів симпатичними персонажами та стосунками..
Браян Лоурі з CNN відгукнувся, що «Дивні дива» містять вдалий асортимент посилань на попкультуру 1980-х, від «Швидкі часи на Ріджемонт Ха» та «Інопланетянина» до «Мовчання ягнят». Майже через шість років після прем'єри «Дивні дива» зайняли поважне місце на небосхилі вже сучасної попкультури, що допомогло піднятися сервісу Netflix, який поширював серіал. Тож зрозуміло і навіть логічно, що «Дивні дива» прагнуть затягнути, хоча це перестає йти їм на користь. Якщо спершу серіал спирається на таємниці та розвиток персонажів, то потім дедалі більше робить акцент на різних бійках і видовищах.
Критичніше серіал описала Софі Гілберт із «The Atlantic», вказуючи, що у четвертому сезоні характери персонажів надто змінюються і деякими сюжет нехтує. З-поміж них Одинадцята опиняється в такому становищі між багатьма ролями, де найцікавішою постає її лють, а не стосунки з родиною та друзями. Хоча інтертекстуальність серіалу готує глядачів узагалі до іншого сприйняття — менш серйозного. На думку Даніела Д'Аддаріо із «Variety», серіал нагадує щоденник підлітка, котрий барвисто записує те, що його хвилює, але такі записи не виділяють чого-небудь як головне. «Дивні дива» є найамбітнішим візуально та найбільш драйвовим серіалом після закінчення «Гри престолів», і водночас поділяє його проблему: більшість перепон можна здолати за допомогою всемогутнього персонажа набагато швидше, ніж це відбувається в сюжеті.
На думку Джека Сіла з «The Guardian», зміщення серіалу в екшн і жахи логічне, тому що умовним 12-річним глядачам, які були вражені першим сезоном, на час виходу четвертого вже стало 18. "Те, що колись було моторошним, але по суті симпатичним трилером … набуло елементів повномасштабного горрору, натхненного «Екзорцистом» і «Кошмаром на вулиці В'язів».